# Gamma Velorum
Désignations
γ2 Vel : γ Vel A, HR 3207, HD 68273, HIP 39953, CD-46 3840/3847, CPD-46 2202, FK5 309, SAO 219504

Gamma Velorum (γ Vel / γ Velorum) est un système d'étoiles de la constellation des Voiles. Avec une magnitude de +1,7, c'est une des plus brillantes étoiles du ciel nocturne. Elle porte les noms traditionnels Suhail ou Suhail Al‐Muhlif, d'origine arabe, ainsi que le nom populaire plus moderne de Regor, qui fut inventé comme une plaisanterie utile par l'astronaute d'Apollo 1 Gus Grissom pour son camarade astronaute Roger Chaffee. À cause de la nature inhabituelle de son spectre (raies d'émission brillantes au lieu de raies d'absorption sombres), elle est aussi surnommée le « Joyau spectral du ciel austral ». Cependant, de manière ambiguë, le nom Suhail peut également être donné à d'autres étoiles comme Lambda Velorum.
Le système Gamma Velorum est composé d'au moins six étoiles. Le membre le plus brillant, γ2 Velorum ou γ Velorum A, est en fait une binaire spectroscopique composée d'une supergéante bleue de type spectral O9 (30 M☉), et d'une étoile Wolf-Rayet massive (10 M☉, à l'origine environ 40 M☉). La binaire a une période orbitale de 78,5 jours et une distance de 1 UA. Sa compagne la plus proche, la brillante (magnitude apparente +4,2) γ1 Velorum ou γ Velorum B, est une sous-géante bleue-blanche de type spectral B. Elle est séparée de la binaire Wolf-Rayet de 41,2", et le couple peut aisément être résolu avec des jumelles.
Gamma Velorum possède plusieurs compagnes plus faibles. γ Velorum C, de magnitude +8,5, est une étoile blanche de type A, située à 62,3 secondes d'arc de la composante A. À 93,5 secondes d'arc se trouve la deuxième étoile binaire du système, γ Velorum D et E. La composante D est une autre étoile de type A de magnitude +9,4. Sa compagne est une étoile de 13e magnitude, distante de 1,8 seconde d'arc.